# Dais ter Beek

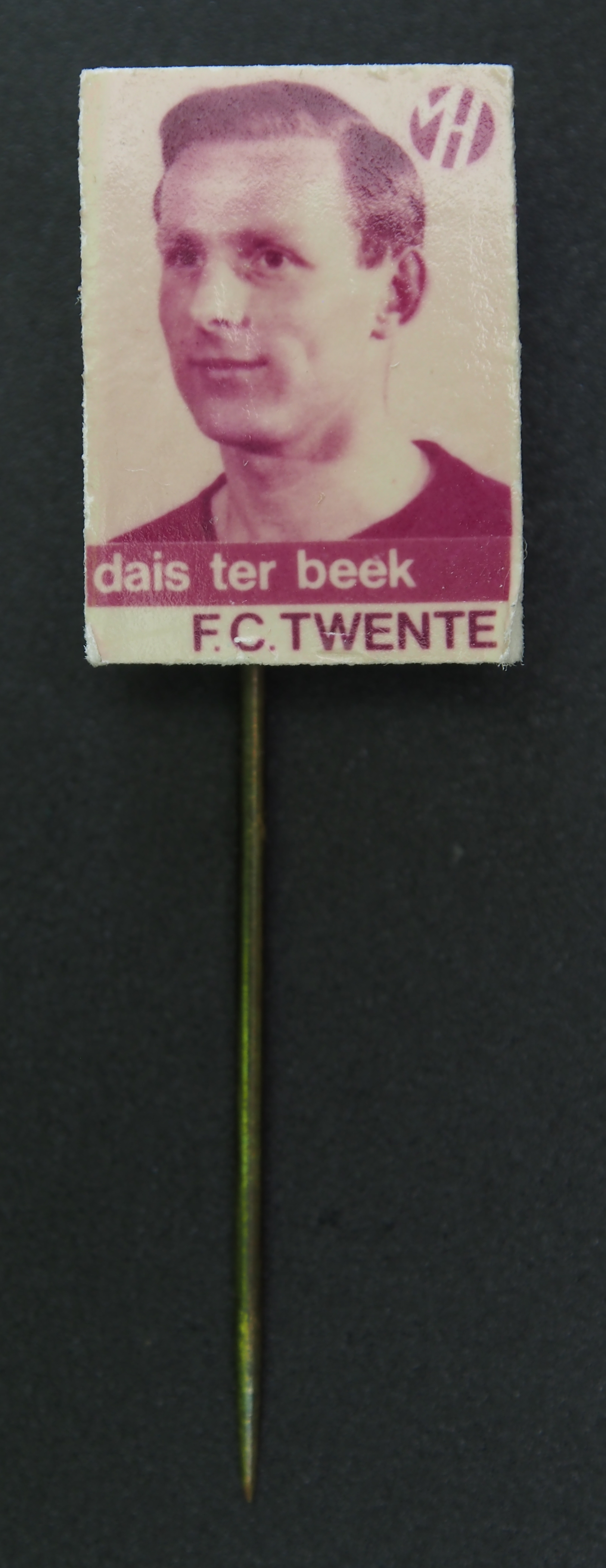
Dais ter Beek op een voetbalspeldje

Dais ter Beek (Enschede, 10 april 1936 – aldaar, 24 juli 2023) was een Nederlands voetballer.

## Loopbaan
Dais ter Beek begon zijn profloopbaan bij Sportclub Enschede en stapte in 1965 over naar de fusieclub FC Twente. Hij speelde daar twee seizoen, waarna hij naar de Glanerbrugse amateurclub Eilermark verkaste.
Na zijn actieve loopbaan verrichtte Ter Beek onder meer scoutingswerkzaamheden voor FC Twente.
Hij overleed in 2023 op 87-jarige leeftijd.

## Statistieken
| Seizoen | Club      | Competitieduels |
| ------- | --------- | --------------- |
| 65/66   | FC Twente | 27              |
| 66/67   | FC Twente | 30              |